# Sikilhucum
Sikilhucum es una localidad del municipio de Larráinzar ubicado en la región de Los Altos del estado mexicano de Chiapas.

## Geografía
La localidad de Sikilhucum se sitúa en las coordenadas geográficas 16°54′44″N 92°44′36″O / 16.912222, -92.743333, a una elevación de 1,908 metros sobre el nivel del mar.

## Demografía
Según el Censo de Población y Vivienda 2020, efectuado por el Instituto Nacional de Estadística y Geografía, la localidad de Sikilhucum tiene 100 habitantes, de los cuales 55 son del sexo masculino y 45 del sexo femenino. Su tasa de fecundidad es de 3.52 hijos por mujer y tiene 16 viviendas particulares habitadas.
| Gráfica de evolución demográfica de Sikilhucum entre 1995 y 2020 |
|                                                                  |
| INEGI.                                                           |